# Dannebroge
Lo HDMS Dannebroge è stato un vascello da 60 cannoni in servizio tra il 1774 e il 1801 nella Reale Marina dei Regni di Danimarca e Norvegia

## Storia
Il vascello da 60 cannoni Dannebroge, progettato dall'ingegnere navale Frederik Michael Krabbe, prima unità della omonima classe, venne varato nel 1772 ed entrò in servizio attivo nella Kongelige danske marine nel 1774.  
Nel 1801 fu equipaggiata come nave da blocco e partecipò alla battaglia di Copenaghen il 2 aprile, nave ammiraglia del commodoro Olfert Fisher, e formalmente al comando del kaptajn Ferdinand Albrecht Braun. Nel corso del furibondo combattimento il Dannebroge venne attaccato  dai vascelli Glatton (58 cannoni, al comando di William Bligh) ed Elephant (74 cannoni, nave ammiraglia di Horatio Nelson), che martellarono il vascello danese da una distanza di 400 m, usando le carronate caricate con palle incendiarie.
Il conseguente incendio scoppiato a bordo della nave costrinse Fisher, alle 11:30, a trasferirsi temporaneamente sul vascello Holsteen, dove alzò la sua insegna.  Quando poi il vascello Infødstretten colpì con una bordata per sbaglio lo Holsteen, Fisher si trasferì all'interno della fortezza Tre Kroner, da dove riprese a dirigere la battaglia. Il kaptajn Braun continuò a dirigere il combattimento a bordo del Dannebroge, rimanendo ferito a una mano, che gli fu amputata.  Alle 14:30 venne decretato l'abbandono della nave, con parte dell'equipaggio che fu tratta in salvo da scialuppe danesi e britanniche.  Alle 16:30, dopo che il combattimento era già cessato, il Dannebroge esplose circa 300-400 metri a nord del Forte Tre Kroner, causando la morte di 250 uomini tra volontari e membri dell'equipaggio.

### Fonti
1. 1 2  Tree Decks.
2. ↑  Feldbæk 2002, p. 2.
3. ↑  Garde 1852, p. 346.
4. 1 2  Feldbæk 2002, p. 152.
5. ↑  Garde 1852, p. 371.
6. 1 2  Feldbæk 2002, p. 153.